# لونگا

لونگا شهری در شهرستان ایماسگو در استان بولکیمده در بورکینافاسوی غربی مرکزی است جمعیت آن ۱۹۵۴ نفر است.